# Уловлювання, утилізація та зберігання вуглецю

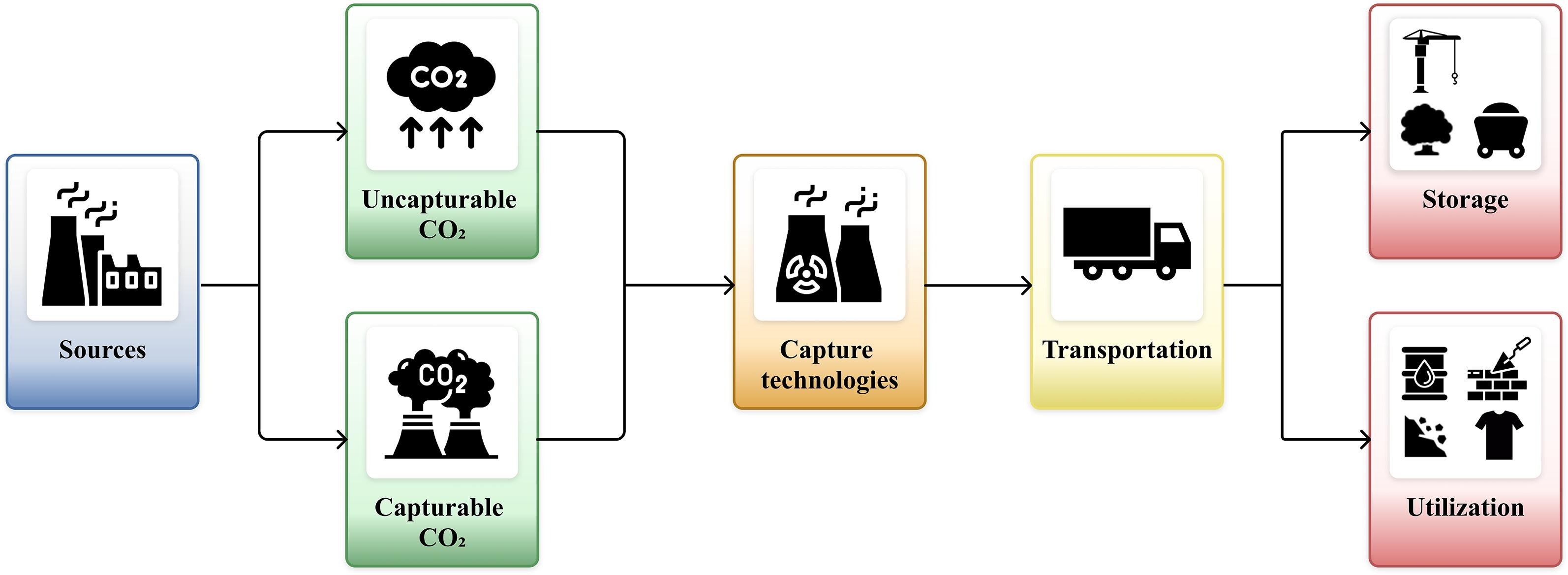
Методологія CCUS

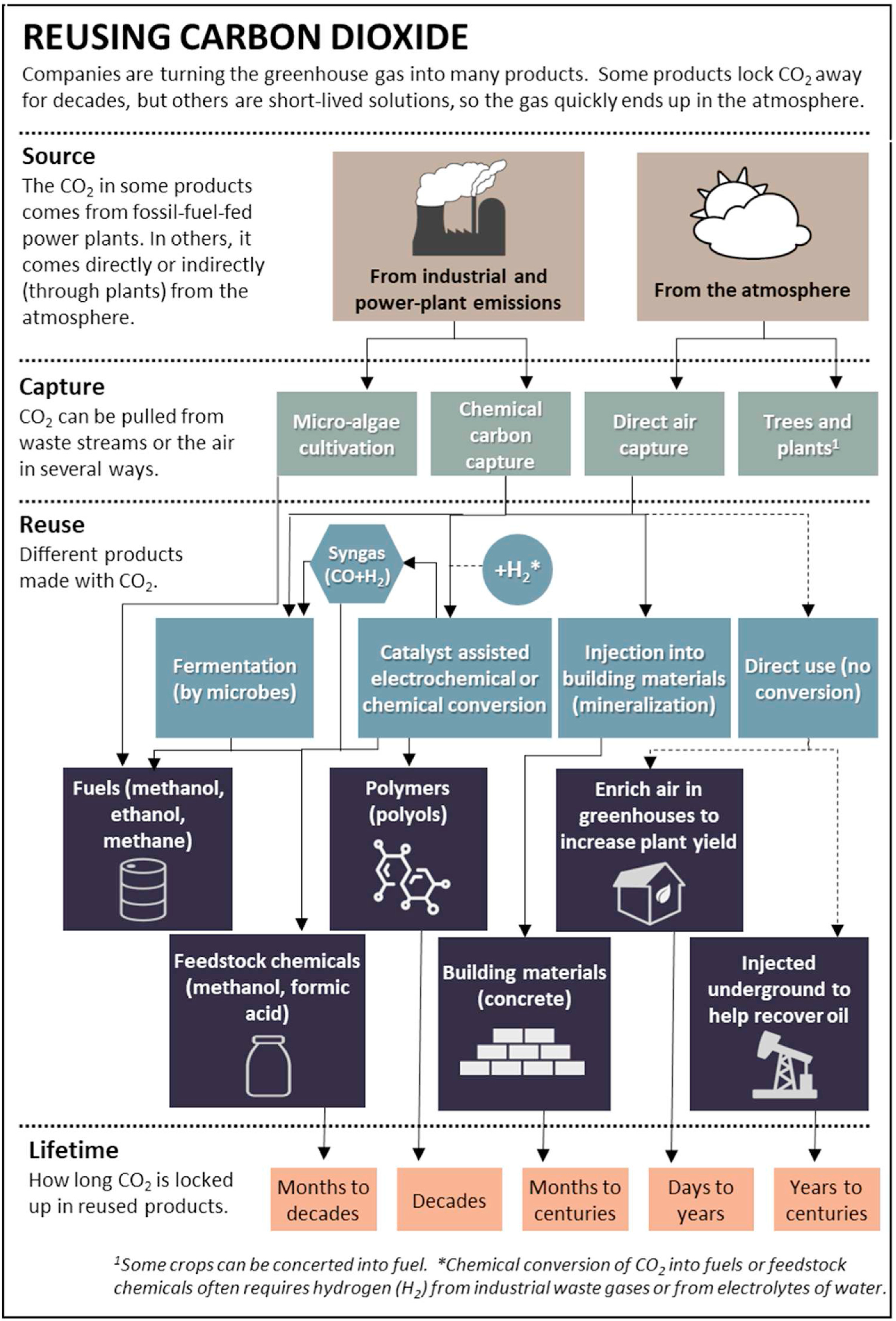
Уловлення, утилізація і зберігання вуглецю

Уловлювання, утилізація та зберігання вуглецю (англ. carbon capture utilization and storage, CCUS) — процес, що спрямований на зменшення кількості викидів вуглекислого газу (CO2) в атмосферу Землі, який є основним парниковим газом, шляхом уловлювання його від промислових та енергетичних джерел та відокремлення від інших газів, стиснення, транспортування, утилізації чи зберігання далеко від атмосфери, уникаючи будь-яких витоків назад в екосистему.
Уловлений CO2 можливо безпосередньо використовувати у видобутку нафти, харчовій промисловості (виробництві напоїв) та сільському господарстві (в теплицях); або як сировину для перетворення в інші речовини та продукти (хоча в частині випадків це поки експериментальні чи пілотні проєкти, станом на початок 2020-х) через:
- геологічні процеси (карбонати/кальцинована сода, породи та соляні утворення, мінерали, вугільні пласти, водоносні горизонти тощо),
- біологічні процеси (вуглеводи, ліпіди, білки, вторинні метаболіти тощо),
- хімічні процеси[7] (монооксид вуглецю, алкани, спирти, алкени, кислоти тощо).[4]

Головною метою вловлювання, утилізації та зберігання вуглецю є декарбонізація, задля пом'якшення глобального потепління і зміни клімату, а також зменшення забруднення довкілля.

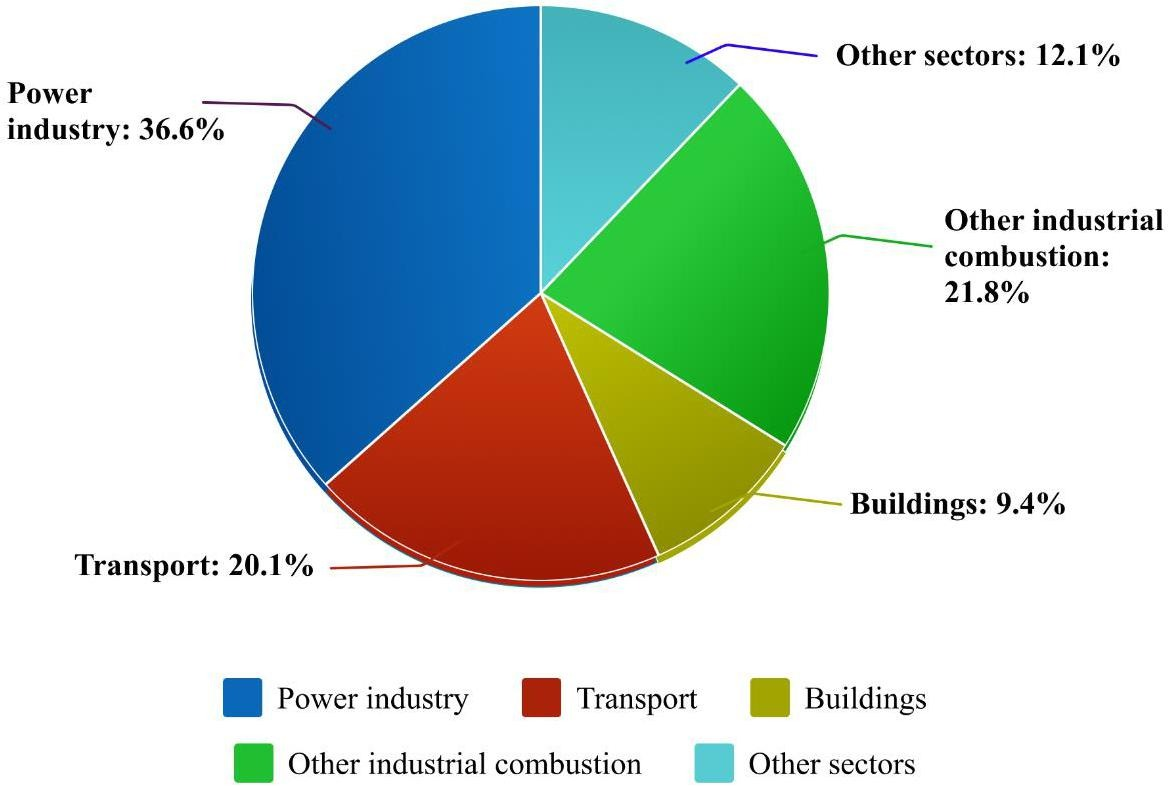
Глобальні емісії CO2 за сектором (2020)

У вересні 2016 року концентрація СО2 в атмосфері незворотно перевищила значення 400 ppm і продовжує збільшуватися. Станом на 2023 рік, глобальні річні викиди СО2 перевищують 32 мільярди тонн, але утилізація СО2 становить менше 200 мільйонів тонн.

## Технології уловлювання
Зазвичай CO2 уловлюють біля великого джерела викидів вуглекислого газу. Хоча ця технологія застосовується для різних цілей вже кілька десятиліть, зокрема за третинного нафтовидобутку, довгострокове поховання CO2 під землею є відносно новою технологією. Наприклад, у випалювальних печах для уловлювання діоксиду вуглецю можуть застосовуватися різні технології: абсорбція, адсорбція, хімічне циклічне горіння, розділення газу на мембрані та отримання газових гідратів.

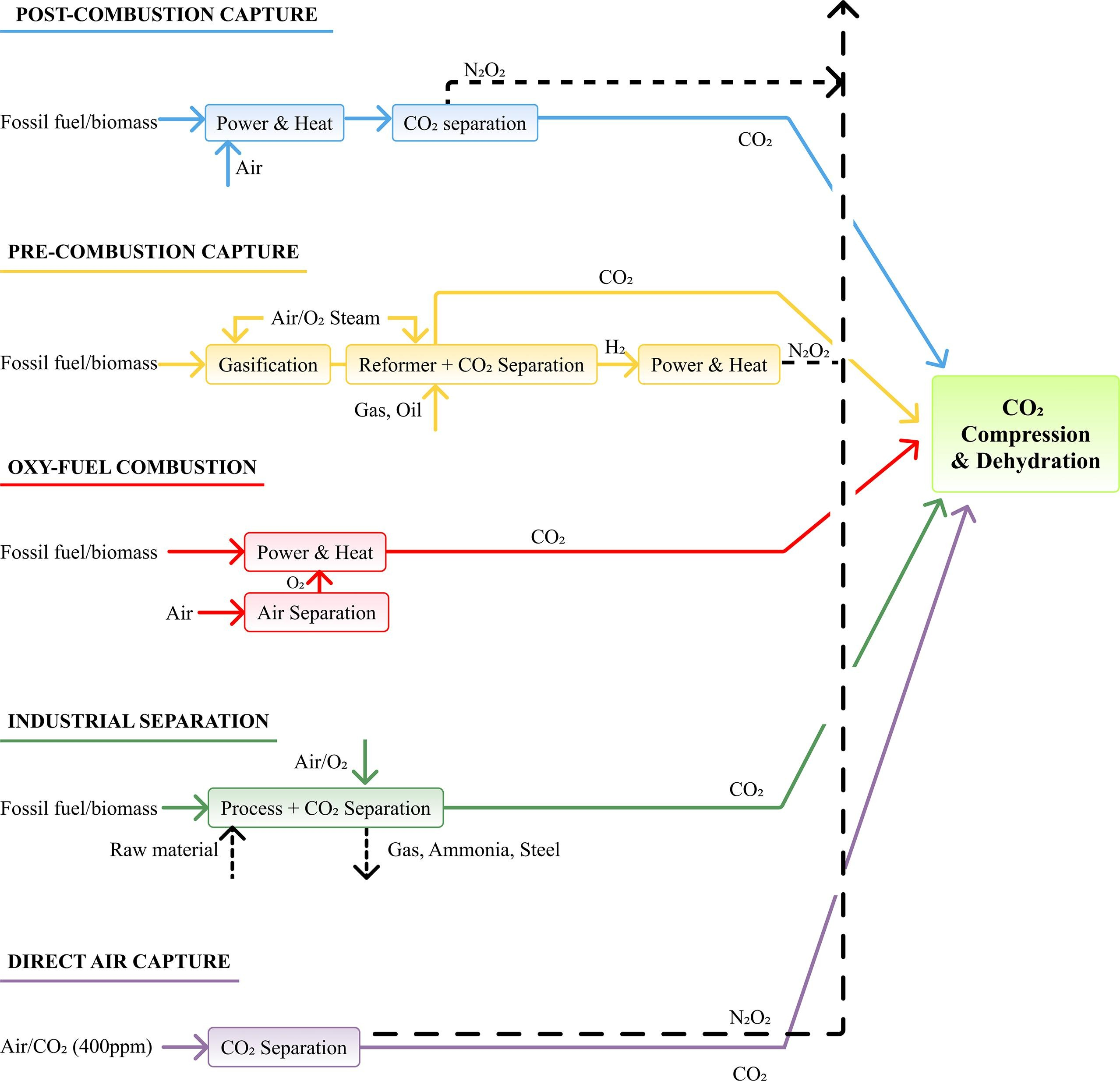
Порівняння технологій уловлення вуглецю

Технології уловлювання вуглецю поділяють на три основні процеси, залежно від того, коли відбувається уловлювання по відношенню до спалювання:
1. Уловлювання після згоряння (post-combustion capture).
2. Уловлювання до згоряння (pre-combustion capture).
3. Уловлювання згоряння кисневого палива (oxyfuel combustion capture).

### Уловлювання після згоряння

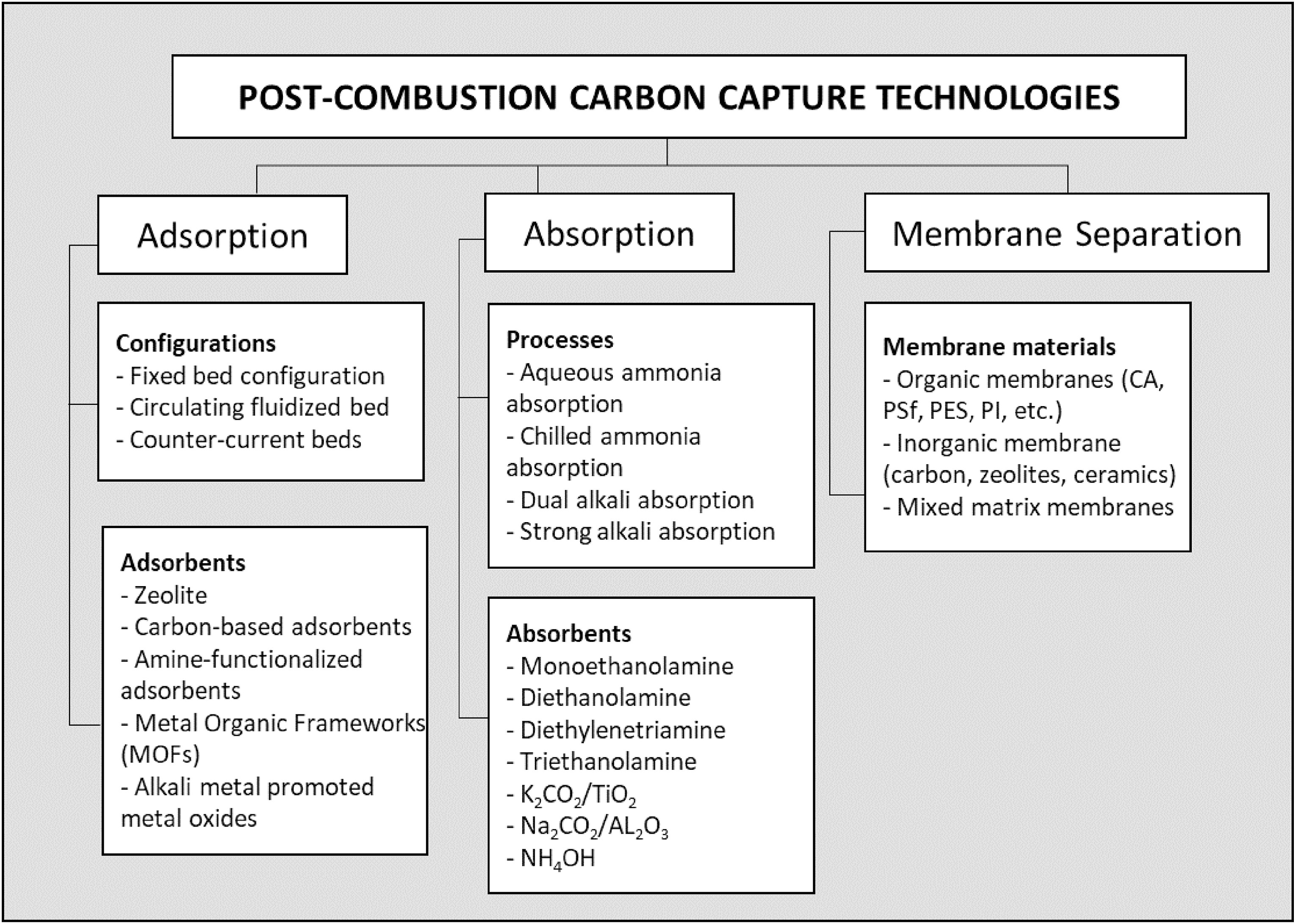
Технології уловлювання після згоряння

Уловлювання після згоряння, станом на початок 2020-х років, є найбільш практичним підходом для існуючих промислових джерел викидів через менші потреби в інфраструктурі, ризики корозії та витрати на технічне обслуговування порівняно з іншими технологіями, але також стикається з викликами масштабування.

## Технології утилізації

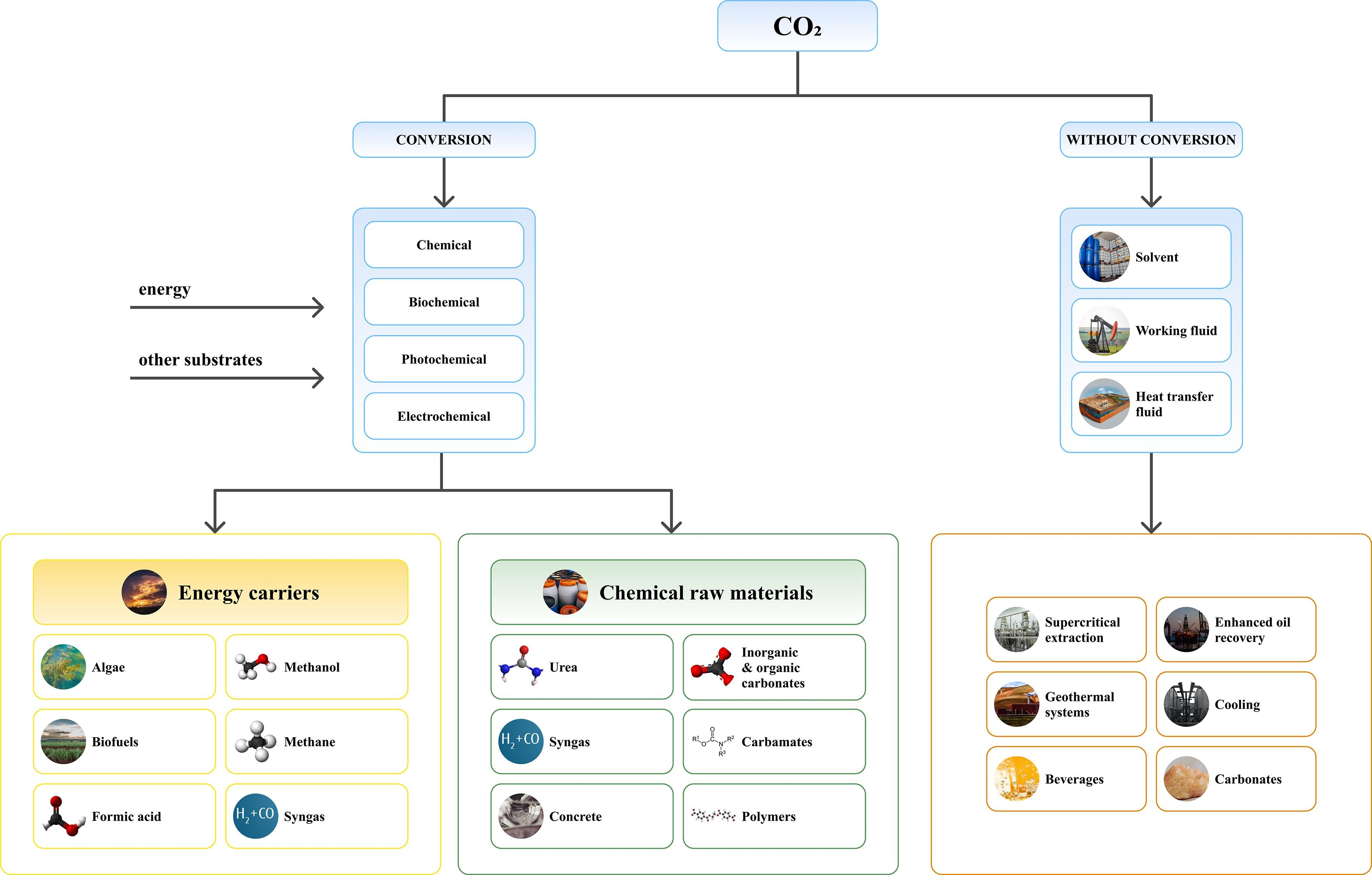
Шляхи утилізації уловленого вуглецю

Уловлений CO2 можливо використовувати безпосередньо для таких цілей, як карбонізація (напоїв), видобуток нафти, виробництво вогнегасників, промислове охолодження та сільське господарство (в теплицях), або як сировину для створення таких продуктів, як паливо, екологічно чисті пластмаси, будівельні матеріали та хімікати.

### Як сировину

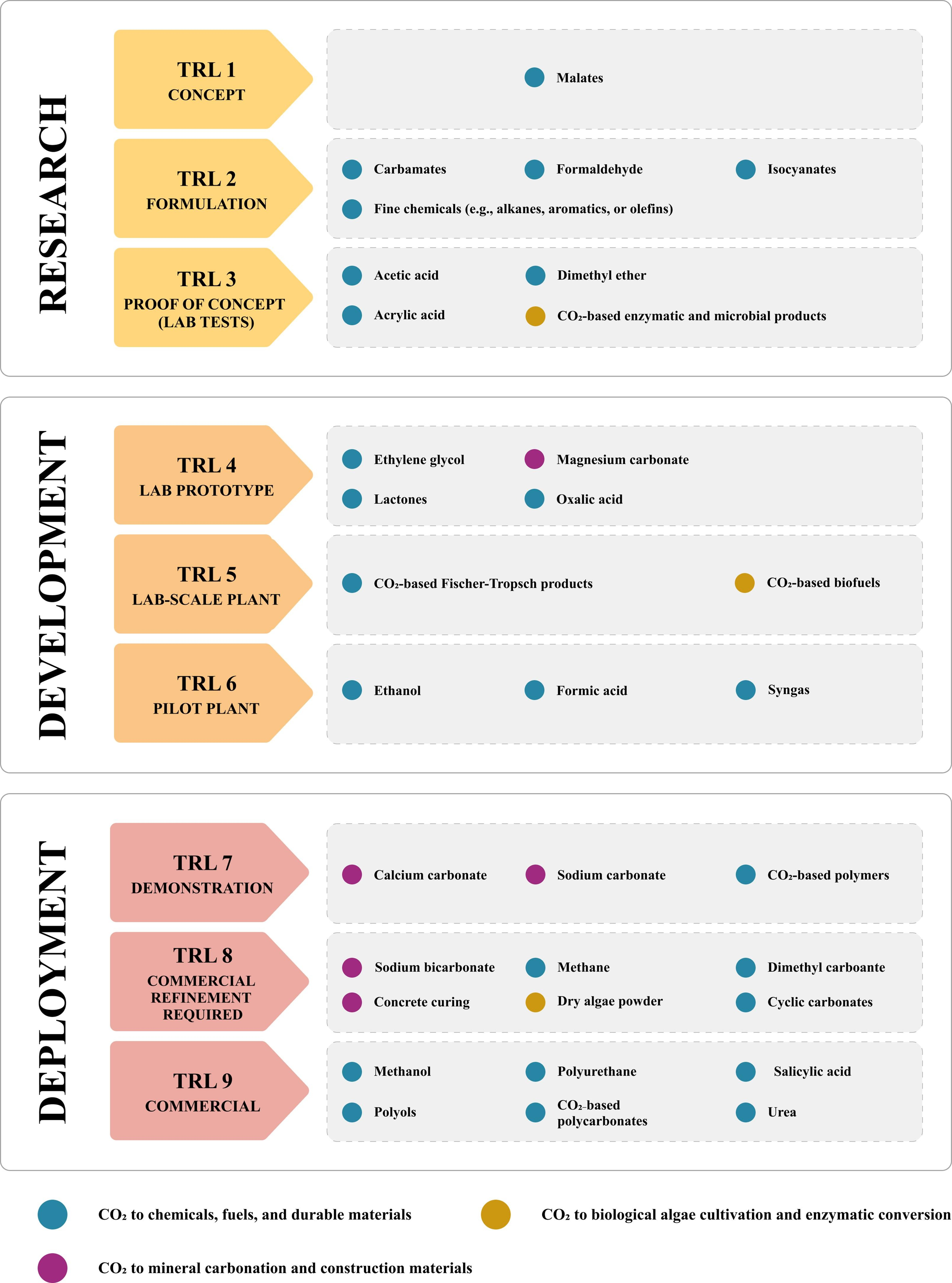
Стадії готовності технологій утилізації (за кінцевими продуктами, 2022)

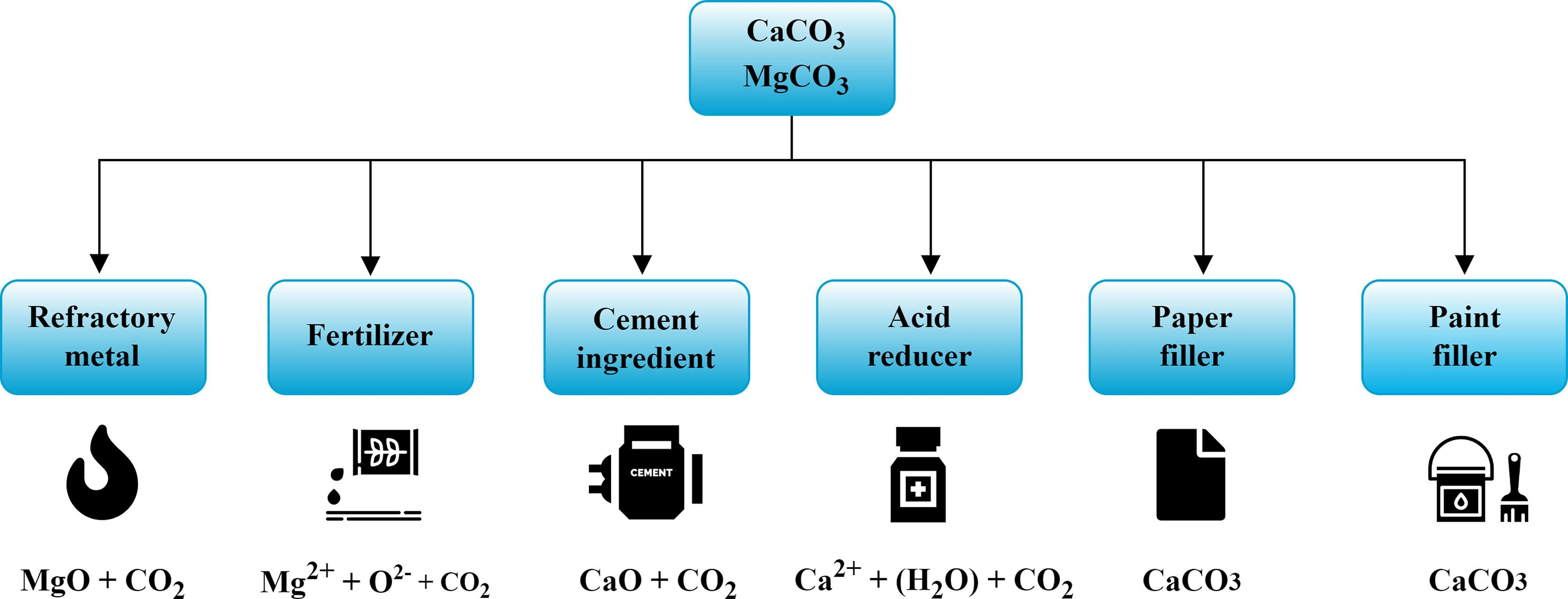
Можливості повторного використання продуктів карбонізації мінералів у промисловості

Уловлений CO2 можливо використовувати як сировину (хоча в частині випадків це, станом на початок 2020-х, експериментальні та пілотні проєкти) для створення:
- біомаси зелених водоростей, яка є сировиною для багатьох цінних продуктів (різноманітне біопаливо, біополімери, біохімікати, біосурфактанти, біокомпозити)[3][11],
- синтетичного палива[12][13][14] (метанол[15], метан[16][17], бензин[18][19]),
- стійких будівельних матеріалів (бетон і цемент[20][21], композити з вуглецевого волокна[22]),
- хімічних речовин[23] (сечовина[24], диметиловий етер[25], оцтова кислота[26], мурашина кислота[27] та інші),
- біопластику[28][29], полікарбонату[30] та компонентів пластику[28][14],
- вуглецевих наноматеріалів[31] тощо.

## Існуючі проєкти
Станом на 2019 рік у світі діють 17 проєктів із технологією уловлювання та зберігання вуглецю, які щорічно вловлюють 31,5 Мт (мегатонн) CO2, з яких 3,7 Мт зберігається у підземних сховищах геологічних формацій.

Карта світу комерційних об’єктів CCUS на різних стадіях розвитку на кінець 2021 року.

Згідно зі звітом, опублікованим Глобальним інститутом CCS у вересні 2021 року, кількість комерційних об’єктів CCUS у світі зросла до 135 із загальною середньою потужністю уловлювання CO2 149,3 Мт на рік: 27 працюють, 4 будуються, 58 майже готові, 44 у ранньому розвитку та 2 призупинених.  Більшість заводів, які впровадили технологію CCUS, знаходяться в Північній Америці, Європі, Східній Азії та Тихоокеанському регіоні, на які припадає 63%, 22% і 9% глобальної максимальної потужності захоплення, відповідно. Тим не менш, щоб досягти кліматичних цілей Паризької угоди до 2050 року, як зазначено в Сценарії сталого розвитку МЕА, буде потрібно >2000 об’єктів. Це передбачає будівництво від 70 до 100 нових об’єктів щороку.

## Сфери застосування
Станом на кінець 2021 року, виділяють такі основні сектори промисловості, де застосовується CCUS:
- виробництво електроенергії (26 об’єктів з 62,51 МтCO2/рік),
- переробка природного газу (20 об’єктів з 42,95 МтCO2/рік),
- хімічне виробництво (9 об’єктів з 13,72 МтCO2/рік),
- виробництво водню (16 об’єктів з 13,45 МтCO2/рік),
- виробництво етанолу (39 об’єктів з 10,85 МтCO2/рік),
- виробництво добрив (7 об’єктів з 7,45 МтCO2/рік)
- виробництво цементу (3 об’єкти з 3,2 МтCO2/рік).

Решта галузей промисловості включають наступні: синтетичний природний газ, нафтопереробка, пряме уловлювання повітря (DAC), виробництво метанолу, спалювання відходів, біоенергетика з використанням технології уловлювання та зберігання вуглецю, виробництво чавуну та сталі (разом досягаючи 12,53 МтCO2/рік).

## Подібні за ціллю технології

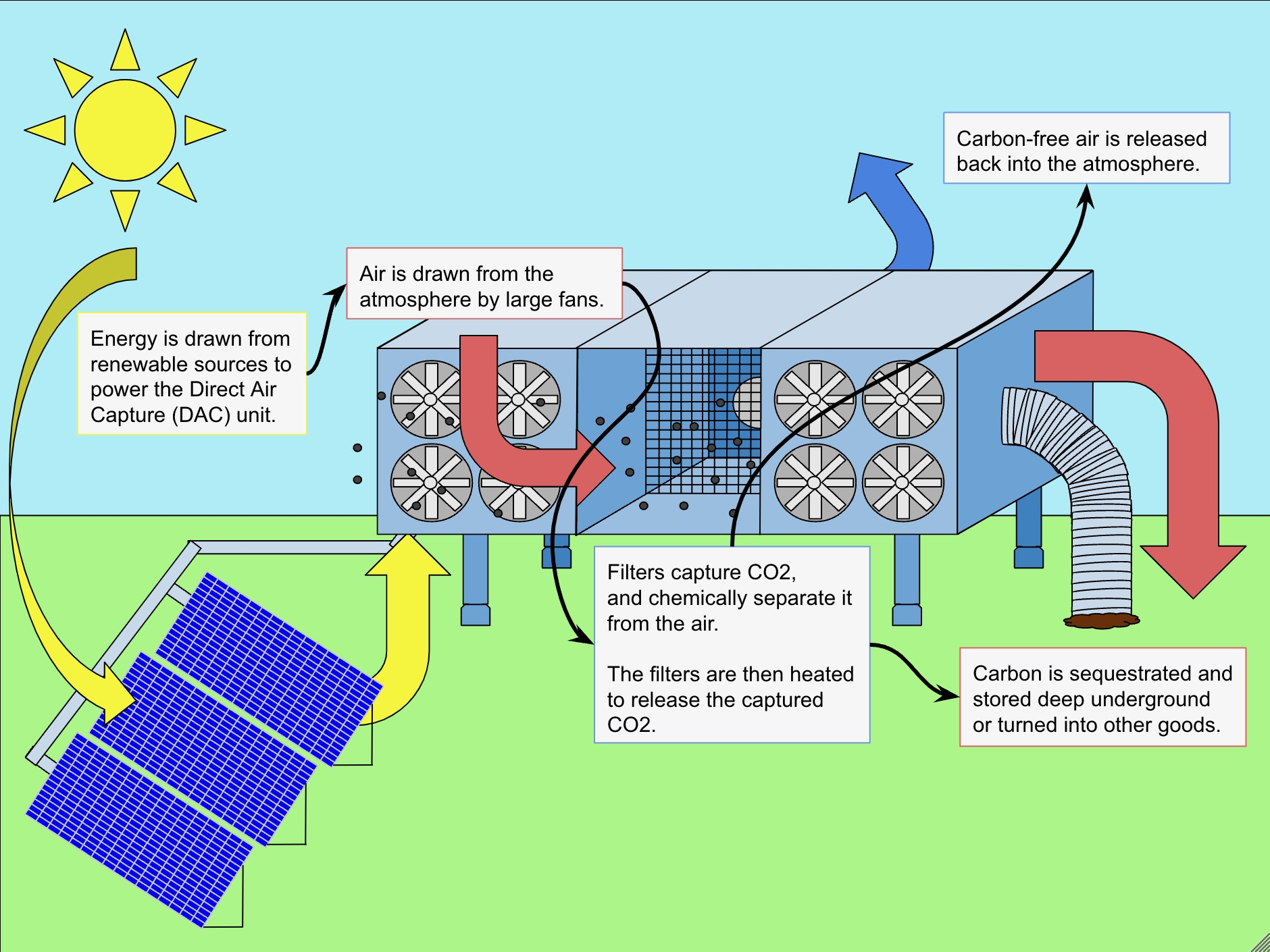
Принцип роботи прямого захоплення повітря (DAC)

- Пряме захоплення повітря (Direct air capture, DAC) – система, яка уловлює вуглекислий газ безпосередньо з повітря.[34][35]

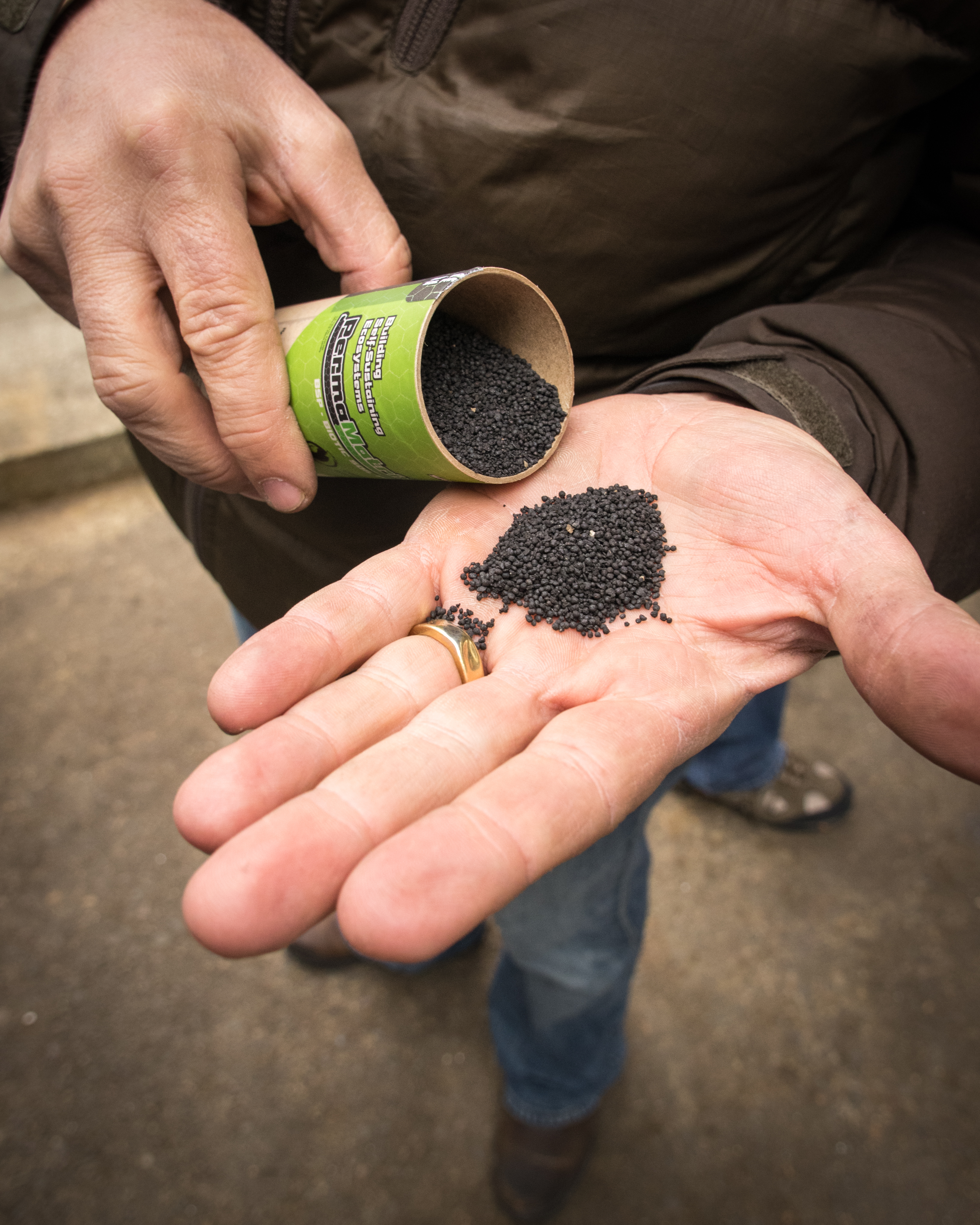
Гранули біовугілля

- Біовугілля або біочар (з англ. biochar) — це легкий чорний залишок з вуглецю та золи, що залишається після піролізу біомаси. Біовугілля може підвищити родючість ґрунтів і збільшити продуктивність сільського господарства, а також зменшити рівень вуглецю в атмосфері.[36]
- Лісовідновлення та заліснення.[37]